# Леон Ледерман
Леон Макс Ледерман (англ. Leon Max Lederman; 15 липня 1922, Нью-Йорк, США — 3 жовтня 2018, Рексберг, США) — американський фізик, професор, лауреат премії Вольфа з фізики (1982), лауреат Нобелівської премії з фізики (1988) «за метод нейтринного променя й доказ двоїстої структури лептонів за допомогою відкриття мюонного нейтрино».

## Життєпис
Народився в сім'ї єврейських іммігрантів з України Моріса Ледермана (з Києва) і Мінни Розенберг (з Одеси) в Нью-Йорку. Закінчив Сіті-коледж Нью-Йорка. У 1943 здобув ступінь бакалавра і вирушає на фронти Другої світової війни. Після війни, в 1946-му, поступає вчитися на фізичний факультет Колумбійського університету, очолюваний у той час Ісідором Рабі, майбутнім лауреатом Нобелівської премії. Леон Макс Ледерман захищає докторську дисертацію з фізики (1951), з 1958 — професор. У складі лабораторії Nevis бере участь у проєктуванні циклотрона. У 1961—1978 очолює лабораторію. Ледерман відкрив нейтральний каон, антидейтрон, іпсилон-частинку, мюоній, досліджував народження лептонних пар в адронних зіткненнях. Відкрив два типи нейтрино. У 1977 знайшов підтвердження існування b-кварка. У 1979—1989 Ледерман — директор лабораторії Національного прискорювача Фермі в Батавії (Іллінойс, США). Очолював будівництво і використання першого і наймогутнішого у світі надпровідного прискорювача. У 1989 переходить працювати в Чиказький університет, на професорську посаду. З 1991 — президент Американської асоціації сприяння науковому прогресу. Протягом академічної кар'єри Леон Макс Ледерман підготував до захисту докторської дисертації 50 здобувачів, які надалі стали професорами та керівниками університетів.

## Нобелівська премія
У 1988 спільно з Джеком Стейнбергером і Мелвіном Шварцем отримує Нобелівську премію з фізики. Ледерман також нагороджений Національною медаллю науки США (1965), лауреат премії Вольфа з фізики (1982). Леон Ледерман — член товариства Форда, фонду Гуггенхайма, суспільства Ернста Кептона Адамса і національних наукових товариств. Ледерман — почесний доктор Сіті-коледжу Нью-Йорка, Чиказького університету, Іллінойського Технологічного інституту, Іллінойського університету та інших відомих навчальних та наукових центрів.
У 2005 році нагороджений медаллю Комптона
.
Помер 3 жовтня 2018 року у США на 96 році життя.